# Beatriz Consuelo
 (novembre 2017).
Pour les articles homonymes, voir Consuelo (homonymie).
Beatriz Consuelo est une danseuse brésilienne née en 1932 à Porto Alegre et morte en 2013 à Genève. Elle est la mère de Frédéric Gafner, dit « Foofwa d'Imobilité ».

## Biographie
Première danseuse au Théâtre municipal de Rio de Janeiro en 1947, elle entre au Grand Ballet du Marquis de Cuevas en 1953, où elle devient étoile en 1959.
Elle travaille avec Bronislava Nijinska, John Taras, Félia Doubrovska et Edward Caton.
Elle danse entre autres avec Serge Golovine (Casse-noisette, 1958 et La Somnambule, 1959). Lorsque le marquis dissout la troupe en 1962, elle rejoint le Grand Théâtre de Bordeaux puis, en 1964, Serge Golovine l’invite au Ballet du Grand Théâtre de Genève.
Elle poursuit sa carrière de danseuse jusqu’à la naissance de son fils en 1969 et s’oriente ensuite vers la pédagogie.
L'école de danse du Grand Théâtre de Genève, fondée en 1969, devient autonome en 1975 et elle la dirige sous le nom d’École de danse de Genève (1975-1999).
En 1980, elle fonde le Ballet junior qui sert de tremplin à de jeunes talents. Par ailleurs, elle est professeur au Prix de Lausanne, (1979-1982), membre du jury du Concours international de chorégraphie de Nyon (1975-1982) et du sixième Tournoi eurovision des Jeunes danseurs à Lausanne (1995). Elle enseigne aussi la danse au Conservatoire de musique de Lyon (1992-1993).

## Distinctions
Elle reçoit de nombreuses distinctions, dont l’ordre du mérite Carlos Gomes en 1956. En 1975, elle devient Grand Membre de l’ordre de Rio Branco pour l’ensemble de sa carrière. Elle se voit décerner le prix de la Ville de Genève 2003, dans la catégorie arts de la scène.

### Archives
- Fonds Beatriz Consuelo (1932-2004) [1.3 ml].  Cote : A-2000. Fondation SAPA (présentation en ligne).